# Nick Loris
Nick Loris (* 2. Juni 1968 in Jahrmarkt, Giarmata, Rumänien) ist ein Musiklehrer, Trompeter, Orchesterleiter, Komponist, Arrangeur und Sänger. Er lebt in Metzingen im Landkreis Reutlingen in Baden-Württemberg.

## Leben
Nick Loris, mit bürgerlichem Namen Nikolaus Loris, stammt aus einer Musikantenfamilie. Schon sein Großvater und sein Vater spielten Flügelhorn in der ortsansässigen Loris-Kapelle, eine der bekanntesten Blasmusikkapellen des rumänischen Banats. Nick Loris lernte das Spiel auf der Trompete von Mathias Loris und besuchte das Musiklyzeum „Ion Vidu“ in Temeswar. Heute unterrichtet Nick Loris Blechblasinstrumente an den Musikschulen in Bad Urach und Metzingen. Er hat als Trompeter schon in mehreren bekannten Blaskapellen Deutschlands gespielt wie z. B. bei Michael Klostermann u. s. Musikanten sowie Roland Kohler u. s. Neue Böhmische Blasmusik. Im Jahre 2001 hat er die musikalische Leitung des Musikvereins Jettenburg übernommen. Seit 2002 bildet er zusammen mit Katharina Praher das Gesangsduo der Kapelle Ernst Hutter & Die Egerländer Musikanten.

## Werke
- Aha – Polka
- Am Großen Brunnen
- Bist du bei mir (Walzer)
- Böhmischer Musikantenball (Polka)
- Erinnerung an Marienbad
- Graf Mercy Marsch
- Heut' spielen die Egerländer (Polka)
- Hochzeitskutschenpolka
- Schön, bei Euch zu sein
- Spitzbuben
- Wanderfreunde (Polka)

## Tonträger
- - Auf den Spuren von Ernst Mosch – Ernst Hutter & Die Egerländer Musikanten (CD 06024 9867827 – Koch Universal Music - Erscheinungsjahr 2004)
- - 50 Jahre Ernst Mosch / Seine Musik lebt weiter – Ernst Hutter & Egerländer Musikanten (CD 1 – 06024 9874022 – Koch Universal Music - Erscheinungsjahr 2005)
- - Star-Edition – Ernst Hutter & Die Egerländer Musikanten (CD 06025 1720383 - Koch Universal Music – Erscheinungsjahr 2007)
- - Ohne Grenzen – Ernst Hutter & Die Egerländer Musikanten (CD 06025 1778401 – Koch Universal Music - Erscheinungsjahr 2008)
- - Böhmisches Gold - Ernst Hutter & Die Egerländer Musikanten (CD 1 - 06025 1753456 – Koch Universal Music - Erscheinungsjahr 2008)
- - Lebensfreude - Ernst Hutter & Die Egerländer Musikanten (CD 06025 2748124 – Koch Universal Music - Erscheinungsjahr 2010)
- - Musik für Generationen - Ernst Hutter & Die Egerländer Musikanten (CD 171.173 – MCP Sounds & Media – Erscheinungsjahr 2014)
- - Das große Jubiläums-Album 15,30,60,90 - Ernst Hutter & Die Egerländer Musikanten (CD 171.192 – MCP Sounds & Media – Erscheinungsjahr 2015)
- - Das Feuer brennt weiter - Ernst Hutter & Die Egerländer Musikanten (CD 171.238 – MCP Sounds & Media – Erscheinungsjahr 2018)

(Jeder dieser Tonträger enthält auch eine Komposition von Nick Loris.)